# Брюс Ман-Сон-Хінґ
Брюс Ман-Сон-Хінґ (англ. Bruce Man-Son-Hing; нар. 13 квітня 1964) — колишній американський тенісист.
Найвищу одиночну позицію світового рейтингу — 305 місце досяг 21 листопада 1988, парну — 132 місце — 8 травня 1989 року.
Найвищим досягненням на турнірах Великого шолома було 2 коло в парному розряді.

## Фінали Гран-прі за кар'єру

### Парний розряд: 2 (0–2)
| Результат | W/L | Дата     | Турнір                | Покриття | Партнер    | Суперники              | Рахунок  |
| --------- | --- | -------- | --------------------- | -------- | ---------- | ---------------------- | -------- |
| Поразка   | 0–1 | Січ 1989 | Окленд, Нова Зеландія | Тверде   | Джон Леттс | Стів Гай Мацуока Сюдзо | 6–7, 6–7 |
| Поразка   | 0–2 | Кві 1989 | Сеул, Південна Корея  | Тверде   | Джон Леттс | Скотт Девіс Пол Векеса | 2–6, 4–6 |

## Титули на челленджерах

### Парний розряд: (3)
| Ранг | Дата | Турнір            | Покриття | Партнер    | Суперники                     | Рахунок       |
| ---- | ---- | ----------------- | -------- | ---------- | ----------------------------- | ------------- |
| 1.   | 1988 | Коквітлам, Канада | Тверде   | Джо Дефур  | Джуліан Барам Пітер Райт      | 7–6, 7–6      |
| 2.   | 1988 | Брест, Франція    | Тверде   | Джон Леттс | Тьєррі Шампйон Франсуа Еррар  | 6–3, 6–3      |
| 3.   | 1989 | Нагоя, Японія     | Тверде   | Джон Леттс | Джонатан Кантер Рамеш Крішнан | 7–5, 4–6, 6–0 |